# Janet Gibson
Janet Gibson es una bióloga y zoóloga beliciana que consiguió el Premio Medioambiental Goldman en 1990 por sus esfuerzos de conservación de los ecosistemas marinos a lo largo de la costa de Belice, en particular el sistema de reservas de la barrera del arrecife. A la Barrera del Arrecife de Belice, la UNESCO le concedió el título de Patrimonio de la Humanidad en 1996 gracias a los esfuerzos de Gibson entre otros.

## Biografía

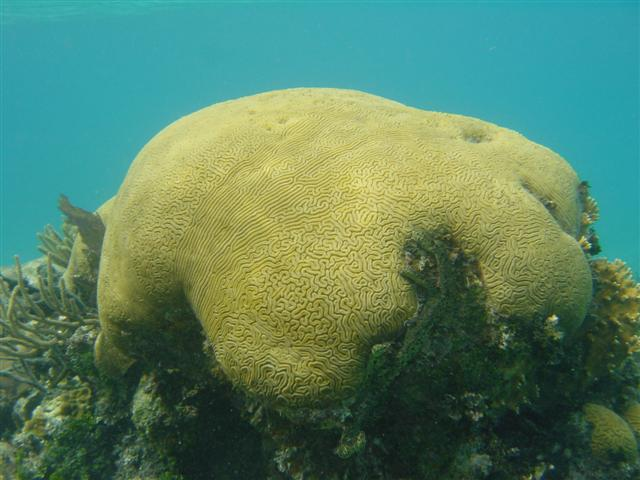
Reserva marina de Hol Chan

Janet Gibson nació en Belice y estudió en Estados Unidos biología y zoología. A medianos de la década de 1980 empezó a trabajar como voluntaria para la Belize Audubon Society. Entre 1985 y 1987, trabajó para crear la Reserva marina de Hol Chan, haciendo campaña con los ciudadanos, las empresas, los pescadores y el gobierno de Belice para conseguir una reserva protegida y educándoles sobre la necesidad del proyecto. Desarrolló un plan de gestión, trabajó para garantizar la financiación y sacó el proyecto adelante. Sus esfuerzos fueron exitosos y en 1987 se constituyó la reserva oficial, siendo la primera de ese tipo en América Central. La reserva cubre alrededor de tres millas cuadradas y es una zona protegida que ha permitido la regeneración de los peces que previamente se habían extinguido, consiguiendo una gran variedad de peces de los que ahora pueden disfrutar los buzos.
En 1988, Gibson diseñó un plan de gestión para el atolón de coral Glover y también empezaron los esfuerzos para asegurar el estado de reserva del arrecife Glover. En 1990,  ayudó a establecer una Unidad de Gestión de la Zona Costera como parte del departamento de Pesca. Gibson se unió a la Sociedad de Conservación de la Fauna y Flora de Belice (WCS) y en 1993, gracias a sus esfuerzos, junto con el apoyo de otras organizaciones, se designó como reserva protegida para Belice. Gibson y otras personas, al trabajar protegiendo el medio ambiente, empezaron a darse cuenta de que la protección individual era insuficiente sin un enfoque de gestión que protegiera la zona de barrera entera o fuerzas externas como la proliferación de algas generada a partir de residuos de la plantación de frutas, la sobre-pesca en otras áreas que causaba daños colaterales, o la sedimentación causada por el desarrollo, ya que estos aspectos estaban teniendo un efecto perjudicial. Trabajando con agencias de gestión del agua, con representantes forestales, con otros grupos medioambientales y con los ciudadanos, en 1993 se adaptó un plan para formalizar la protección del arrecife para que fuera declarado Patrimonio Mundial natural. Después de varios años de planear y de trabajar, el nombramiento se concedió en noviembre de 1996 por la UNESCO.
Gibson forma parte de la Sociedad de Conservación de Fauna y Flora de Belice y ha publicado numerosos trabajos científicos.

## Trabajos seleccionados
- Gibson, Janet (1986). The coral reef. Belize: Reef Preservation Fund. OCLC 713021823.
- Gibson, J. P.; Price, Andrew; Young, E. R.; World Conservation Monitoring Centre (1993). Guidelines for Developing a Coastal Zone Management Plan for Belize: The GIS Database. IUCN. ISBN 978-2-8317-0156-1.
- Gibson, Janet; McField, Melanie D.; Wells, Sue (1998). «Coral reef management in Belize: an approach through Integrated Coastal Zone Management». Ocean & Coastal Management (ElSevier Science Ltd.) 39: 229-244. doi:10.1016/s0964-5691(98)00007-6.Océano & Administración Costera (Gibson, Janet; McField, Melanie D.; Wells, Sue (1998). «Coral reef management in Belize: an approach through Integrated Coastal Zone Management». Ocean & Coastal Management (ElSevier Science Ltd.) 39: 229-244. doi:10.1016/s0964-5691(98)00007-6. Ltd.) Gibson, Janet; McField, Melanie D.; Wells, Sue (1998). «Coral reef management in Belize: an approach through Integrated Coastal Zone Management». Ocean & Coastal Management (ElSevier Science Ltd.) 39: 229-244. doi:10.1016/s0964-5691(98)00007-6.: 229@–244. doi:10.1016/s0964-5691(98)00007-6.
- Gibson, Janet; Lizama, Dominique; Pomeroy, Robert (2005). Establishing a Socioeconomic Monitoring Program for Glover’s Reef Atoll, Belize. Belize City, Belize: Wildlife Conservation Society.Ciudad de Belice, Belice: Sociedad de Conservación de la Fauna y flora.
- Gibson, Janet, et. al (2006). «A Simple, Cost-Effective Method for Involving Stakeholders in Spatial Assessments of Threats to Biodiversity». Human Dimensions of Wildlife (Routledge Taylor & Francis Group) 11: 43-54. doi:10.1080/10871200500470993. (Routledge Grupo & de Francis del Taylor) Gibson, Janet, et. al (2006). «A Simple, Cost-Effective Method for Involving Stakeholders in Spatial Assessments of Threats to Biodiversity». Human Dimensions of Wildlife (Routledge Taylor & Francis Group) 11: 43-54. doi:10.1080/10871200500470993.: 43@–54. doi:10.1080/10871200500470993.
- Gibson, Janet P., et. al (2012). «Fishing down a Caribbean food web relaxes trophic cascades». Marine Ecology Progress Series (University of Exeter, Exeter, UK: Marine Spatial Ecology Lab) 445: 13-24. doi:10.3354/meps09450. (Universidad de Exeter, Exeter, Reino Unido: Laboratorio de Ecología Espacial Marino) Gibson, Janet P., et. al (2012). «Fishing down a Caribbean food web relaxes trophic cascades». Marine Ecology Progress Series (University of Exeter, Exeter, UK: Marine Spatial Ecology Lab) 445: 13-24. doi:10.3354/meps09450.: 13@–24. doi:10.3354/meps09450.
- Babcock, Elizabeth A.; Coleman, Robin; Karnauskas, Mandy; Gibson, Janet (2013). «Length–based indicators of fishery and ecosystem status: Glover’s Reef Marine Reserve, Belize». Fisheries Research (ElSevier Science Ltd.) 147: 434-445. doi:10.1016/j.fishres.2013.03.011. (Babcock, Elizabeth A.; Coleman, Robin; Karnauskas, Mandy; Gibson, Janet (2013). «Length–based indicators of fishery and ecosystem status: Glover’s Reef Marine Reserve, Belize». Fisheries Research (ElSevier Science Ltd.) 147: 434-445. doi:10.1016/j.fishres.2013.03.011. Ltd.) Babcock, Elizabeth A.; Coleman, Robin; Karnauskas, Mandy; Gibson, Janet (2013). «Length–based indicators of fishery and ecosystem status: Glover’s Reef Marine Reserve, Belize». Fisheries Research (ElSevier Science Ltd.) 147: 434-445. doi:10.1016/j.fishres.2013.03.011.: 434@–445. doi:10.1016/j.fishres.2013.03.011.
- Groosman, Britt; Gibson, Janet (14 de marzo de 2014). «European Union Fisheries Ban Ignores Belize Conservation Success Story». National Geographic. Archivado desde el original el 26 de octubre de 2014. Consultado el 6 de septiembre de 2015.Recuperó Groosman, Britt; Gibson, Janet (14 de marzo de 2014). «European Union Fisheries Ban Ignores Belize Conservation Success Story». National Geographic. Archivado desde el original el 26 de octubre de 2014. Consultado el 6 de septiembre de 2015.